# يوروكوبتر إي سي 155
يوروكوبتر إي سي 155 (بالإنجليزية: Eurocopter EC155)‏، الآن تسمى مروحية إيرباص إتش 155 (بالإنجليزية: Airbus Helicopters H155)‏، مروحية نقل ركاب، بعيدة المدى، ومتوسطة الحمولة طورتها يوروكوبتر من الأسرة دوفين لاستخدام الطيران المدني. وهي طائرة بمحركين ويمكنها حمل ما يصل إلى 13 راكبا جنبا إلى جنب مع 1 أو 2 من الطاقم، اعتمادا على طلب التكوين من العملاء. ويتم تسويقها كمروحية لنقل الركاب، الدعم البحري، وكبار الشخصيات والنقل للشركات ومهام نقل الضحايا.في عام 2015، تم تغيير اسم إي سي 155 رسميا إلى إتش 155،وذلك تمشيا مع إطلاق العلامة التجارية الجديدة وإعادة التسمية لشركة يوروكوبتر إلى إيرباص هيليكوبترز.

## التصميم

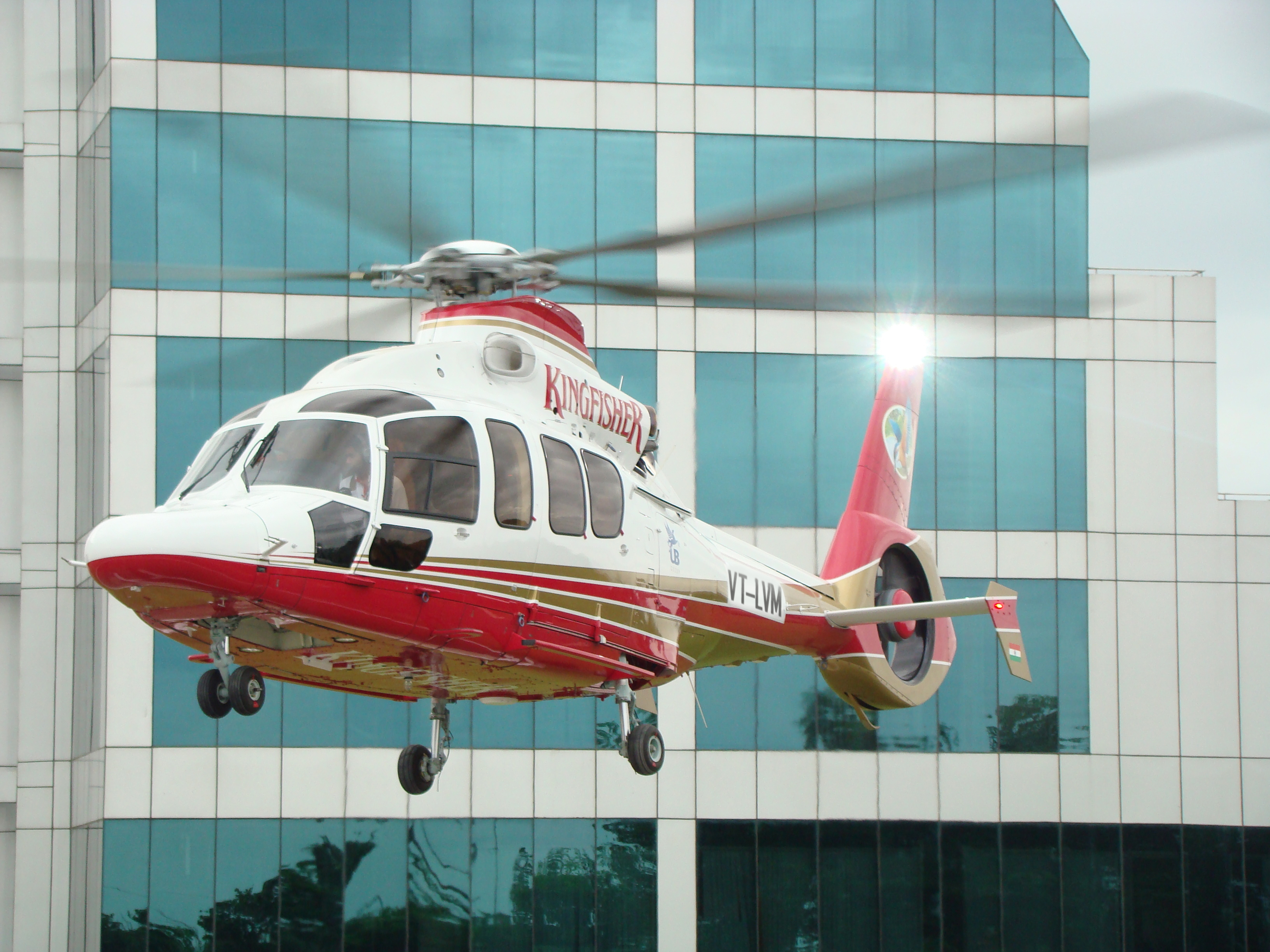
Test flight of EC155 B1 of الخطوط الجوية كينغ فيشر in India

## المتغيرات والاصدارات
- EC155 – أول نموذج مبدئي, بنيت من تعديل هيكل موجود لطائرة دوفين.
- EC155 B – أول نسخة للإنتاج، والمدعومة من قبل اثنين من المحركات التوربينية توربوميكا من نوع Arriel 2C1.
- EC155 B1 – نموذج أكثر قوة مجهز مع اثنين من المحركات التوربينية من صناعة توربوميكا Arriel 2C2 تقدم أعلى M.T.O.W.، ومحسن ساخن وعالي الأداء
- AS565 UC – تخصيص مبكر لدراسة مشتقة عسكرية
- LCH/LAH – تطوير لنوع محسن من قبل كوريا للصناعات الفضائية. (LCH) ستدخل الخدمة في عام 2020، و (LAH) في عام 2022.[2]

## المشغلين

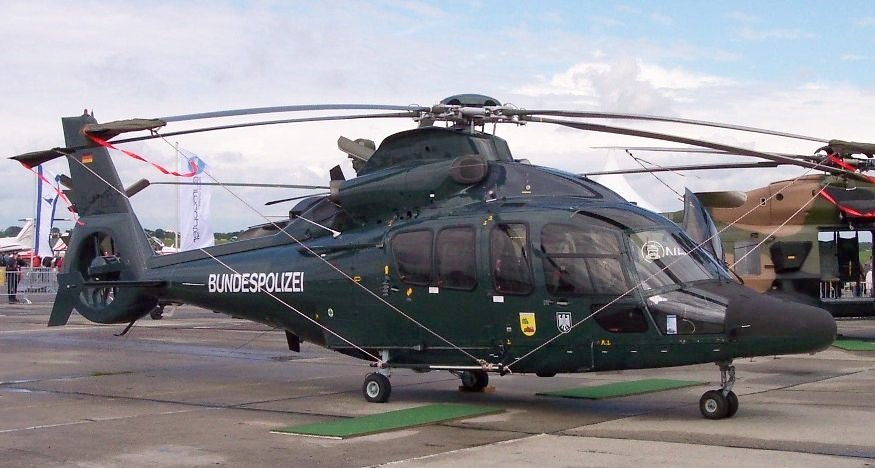
An EC155 of the German الشرطة الاتحادية (ألمانيا)

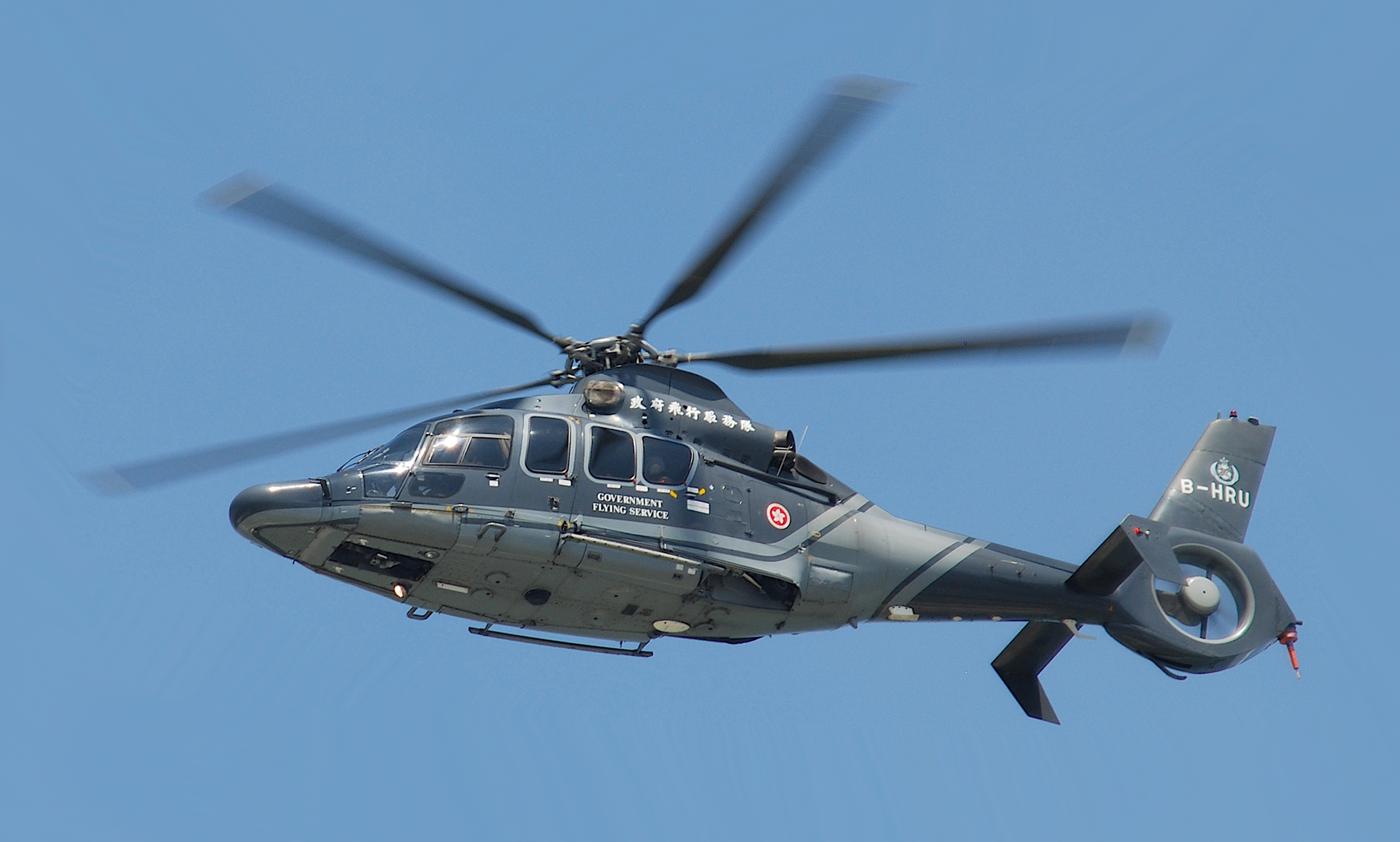
An EC155, operated by the Hong Kong Government Flying Service

يتم تشغيل الطائرة من قبل الأفراد والشركات ومشغلي الرحلات العارضة. وتعمل أيضا من قبل المؤسسات الحكومية وباعتبارها وسائل النقل البحري لصناعة النفط والغاز.
 الصين
- الشرطة[3][4]

 ألمانيا
- الشرطة الاتحادية (ألمانيا)[5][6]

 هونغ كونغ
- Government Flying Service[7][8]

 تايلاند
- الشرطة الملكية التايلاندية[9]

 المملكة المتحدة
- بريستو للمروحيات[10]

 الولايات المتحدة
- جامعة ميشيغان مدرسة الطب[11]
- University of Florida ShandsCair[12]

## مواصفات (EC155 B1)
البيانات من {Eurocopter.com}
الخصائص العامة
- طاقم: 1 أو 2 (الطيارين)
- سعة: 13 راكبا أو 2,301 كـغ (5,073 رطل) حمولة
- طول: 14.3 م (46 قدم 11 بوصة)
- ارتفاع: 4.35 م (14 قدم 3 بوصة)
- الوزن فارغة: 2,618 كـغ (5,772 رطل)
- الوزن الإجمالي: 4,950 كـغ (10,913 رطل)
- وزن الإقلاع الأقصى: 4,920 كـغ (10,847 رطل)
- محركات: 2 × Turbomeca Arriel 2C2 turboshaft engines, Take-off Power, 697 كـو (935 حصان) الواحد
- قطر الدوار الرئيسي:  12.6 م (41 قدم 4 بوصة)
- مساحة الدوار الرئيسي: 124.7 م2 (1,342 قدم2)

أداء
- في سبييدس: 324 كم/س (201 ميل/س؛ 175 عقدة)
- مدى: 857 كـم (533 ميل؛ 463 nmi)
- Ferry range: 985 كـم (612 ميل؛ 532 nmi)
- سقف الخدمة: 4,572 م (15,000 قدم)
- معدل الصعود: 8.9 م/ث (1,750 قدم/د)

### استشهادات
1. ↑  "VIDEO: Meet the H Generation." Airbus Helicopters, 3 March 2015. نسخة محفوظة 09 مارس 2016 على موقع واي باك مشين.
2. ↑  Waldron, Greg. "Airbus Helicopters to work with KAI on LCH/LAH programme." Flight International, 16 March 2015. نسخة محفوظة 05 مارس 2016 على موقع واي باك مشين.
3. ↑  "Shanghai targets city fleet of 15 helicopters by 2020". helihub.com. مؤرشف من الأصل في 2018-09-13. اطلع عليه بتاريخ 2013-03-10.
4. ↑  "Eurocopter EC-155B Aircraft". Copyright 2012 Demand Media, Inc. مؤرشف من الأصل في 2016-03-03. اطلع عليه بتاريخ 2013-12-03.
5. ↑  "Last two of twenty EC155s handed over to German Federal Police". helihub.com. مؤرشف من الأصل في 2017-11-15. اطلع عليه بتاريخ 2013-03-10.
6. ↑  "Eurocopter EC-155B Aircraft". Copyright 2012 Demand Media, Inc. مؤرشف من الأصل في 2016-03-03. اطلع عليه بتاريخ 2013-12-03.
7. ↑  "Eurocopter EC 155". aerospace-technology.com. مؤرشف من الأصل في 2018-10-09. اطلع عليه بتاريخ 2013-03-10.[هل المصدر موثوق به؟]
8. ↑  "Hong Kong Government Flying Service EC155". Demand media. مؤرشف من الأصل في 2016-03-03. اطلع عليه بتاريخ 2013-03-10.
9. ↑  "Royal Thai Police takes delivery of three EC155s". helihub.com. مؤرشف من الأصل في 2016-04-02. اطلع عليه بتاريخ 2013-03-10.
10. ↑  "Bristow Helicopter Fleet". bristowgroup.com. مؤرشف من الأصل في 2018-01-22. اطلع عليه بتاريخ 2013-03-10.
11. ↑  "University of Michigan's 3 EC155s set new standards". propilotmag.com. مؤرشف من الأصل في 2015-09-24. اطلع عليه بتاريخ 2014-02-25.
12. ↑  "UF Health Unveils Advanced ShandsCair Helicopter". mygtn.com. مؤرشف من الأصل في 2015-07-05. اطلع عليه بتاريخ 2015-07-03.
13. ↑  "EC155B1". France: eurocopter.com. مؤرشف من الأصل في 2013-11-15. اطلع عليه بتاريخ 2012-04-21.
14. ↑  Specifications Technical Data نسخة محفوظة 23 مارس 2016 على موقع واي باك مشين. [وصلة مكسورة]